# کلک مدوسا
کَلَکِ مِدوسا یا قایق الواری مدوسا (به فرانسوی: Le Radeau de la Méduse) نام اثری است از تئودور ژریکو، نقاش و سنگتراش فرانسوی که چند تن از نجات‌یافتگان ناو جنگی مدوسا را بر روی تخته‌پاره‌ای در میان موج‌های خروشان خلیج آرگوین در سنگال امروزی (کرانه‌های غربی آفریقا) نشان می‌دهد.
تئودور که یکی از پیشگامان جنبش رومانتیسیسم در اروپای غربی اواخر سده هجدهم میلادی بود، این رویداد را در ابعاد تقریباً ۵ در ۷ متر پس از موج اعتراضات و حرکت‌های سیاسی پس از غرق شدن کشتی مدوسا در فرانسه به تصویر کشید.خبر این رخداد که توسط همین تعداد از بازماندگان به اروپا و فرانسه رسید، رسوایی بزرگی برای دولت فرانسه به وجود آورد.بسیاری از منتقدان، عدم شایستگی ناخدای کشتی و تاخیر در عملیات نجات از سوی دولت مرکزی را باعث کشته شدن بیش از ۱۴۰ نفر از خدمه می‌دانستند که با گسترش اعتراضات در پاسخ به این رویداد به ظاهر ساده، نقطه عطفی در تاریخ فرانسه و رویگردانی از بهره‌کشی از سیاهان توسط این کشور شکل گرفت.
این اثر هم‌اکنون در موزه لوور در پاریس نگهداری می‌شود.